# Cimetière Voltaire de Suresnes
Pour les articles homonymes, voir Voltaire (homonymie).
Le cimetière Voltaire est un cimetière communal se trouvant à Suresnes (Hauts-de-Seine), dans la banlieue ouest de Paris.

## Situation et accès
Édifié sur un terrain à fort dénivelé, lié à la présence voisine du mont Valérien, le cimetière offre une vue sur le viaduc ferroviaire, La Défense, le bois de Boulogne puis Paris, avec la tour Eiffel comme repère. L'association Apur parle à ce titre d'un « contexte topographique exceptionnel », expliquant qu'il s'agit aussi d'un espace de promenade. Des bancs marqués aux armoiries de la commune sont installés dans le cimetière.
Délimité par une enceinte en meulière surmontée d'une grille à certains segments, il est situé dans le pâté de maisons délimité par la rue Voltaire, la rue des Bas-Rogers, la rue des Chênes, la rue Danton et la rue du Capitaine-Ferber, près de l'école primaire Robert-Pontillon. Son entrée principale est 2 rue Voltaire : il s'agit d'un grand portail doté de deux portes latérales ; il jouxte la maison du gardien au toit mansardé, d'une architecture typique des pavillons bourgeois de la fin du XIXe siècle. Une autre entrée se trouve sur la partie haute du cimetière, côté ouest, rue Danton.
Le cimetière Voltaire ne doit pas être confondu avec le cimetière ancien de Puteaux voisin, avec la même topographie. En effet, la rue des Bas-Rogers, frontière pentue entre les deux communes, sépare le cimetière Voltaire (à gauche en remontant la voie) du cimetière de Puteaux (à droite).
Les points d'accès en transport en commun les plus proches sont la station de tramway Belvédère à Suresnes (ligne 2) et la gare de Puteaux (ligne 2 du tramway et lignes L et U Transilien).

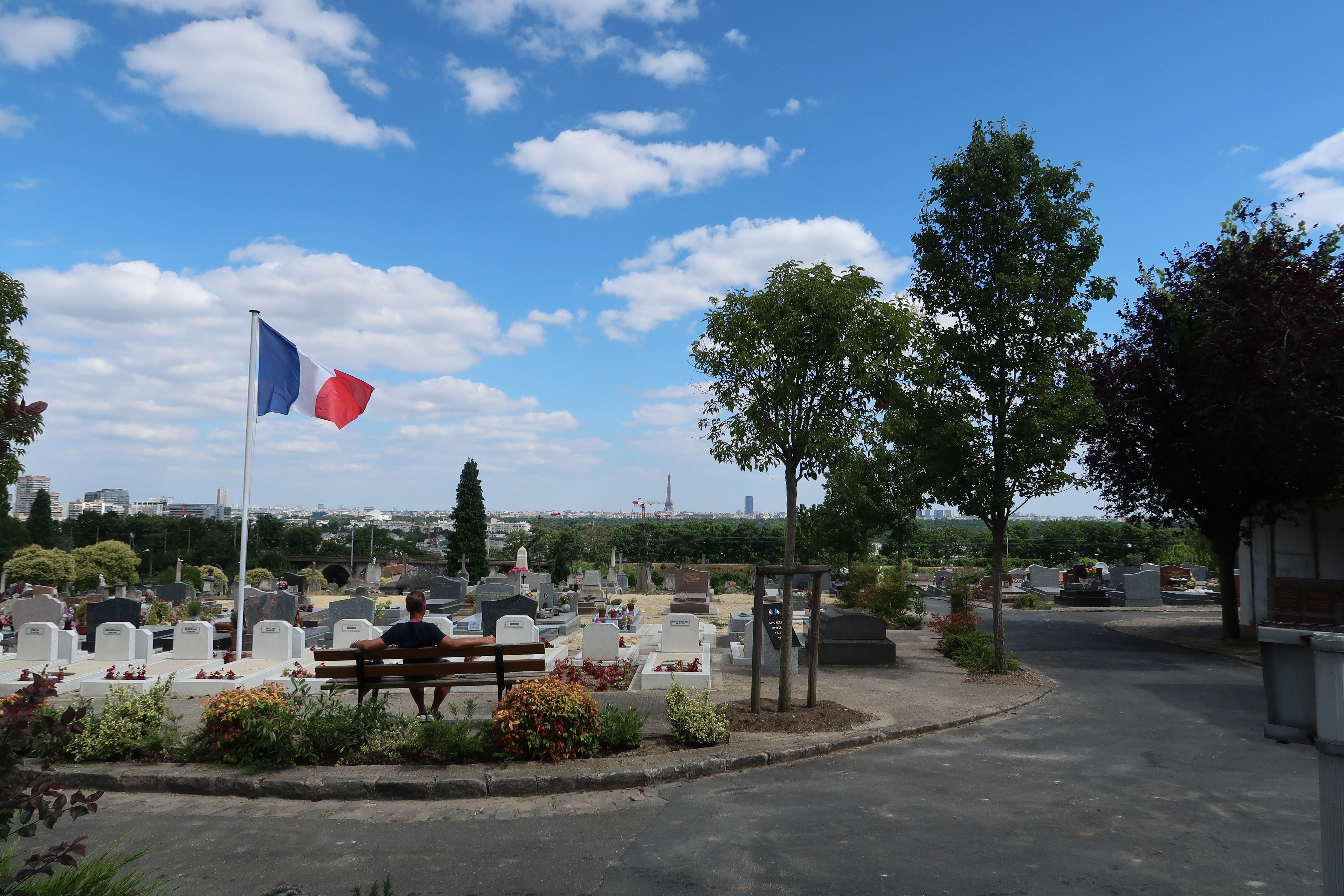
Vue générale vers Paris.
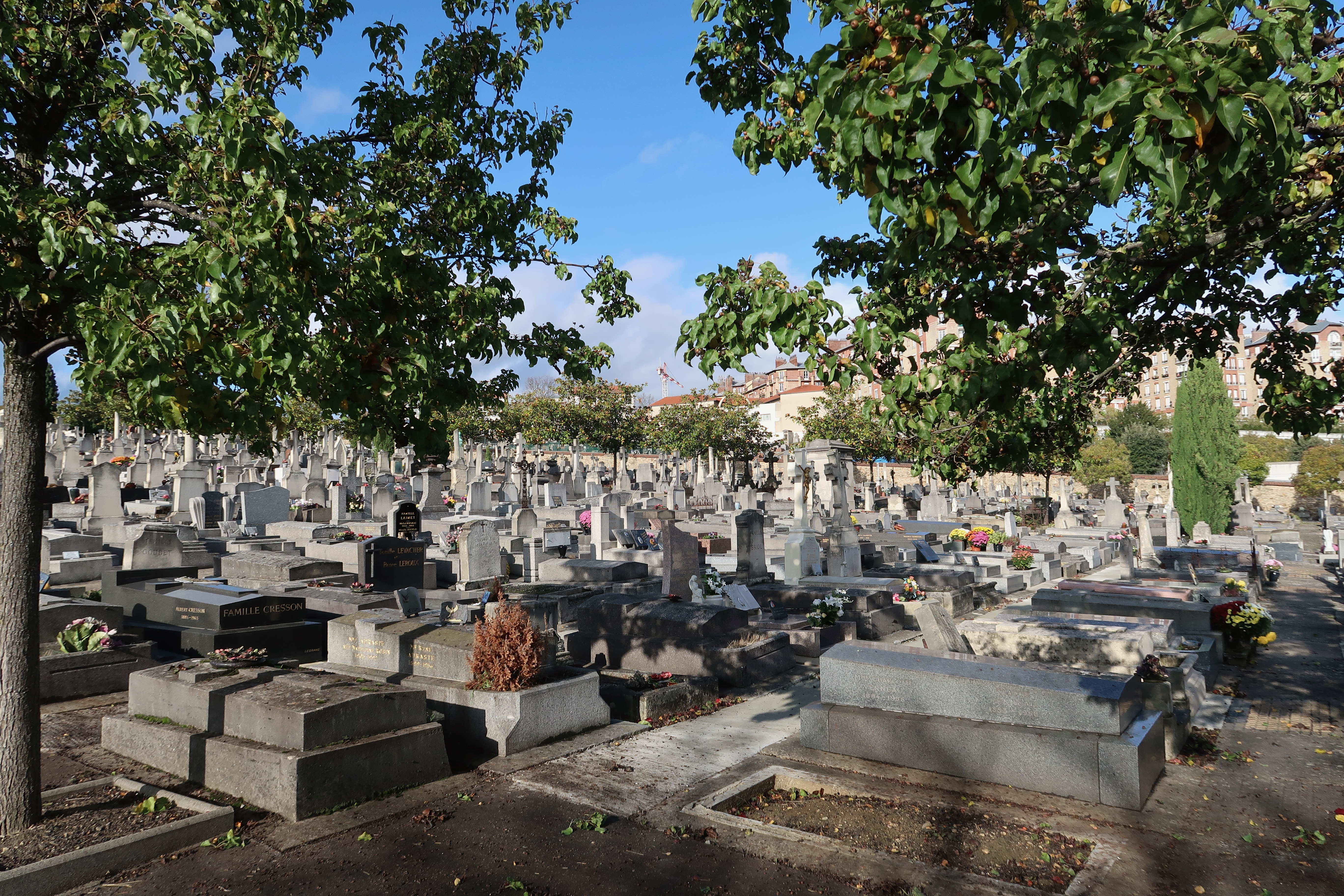
Panorama.
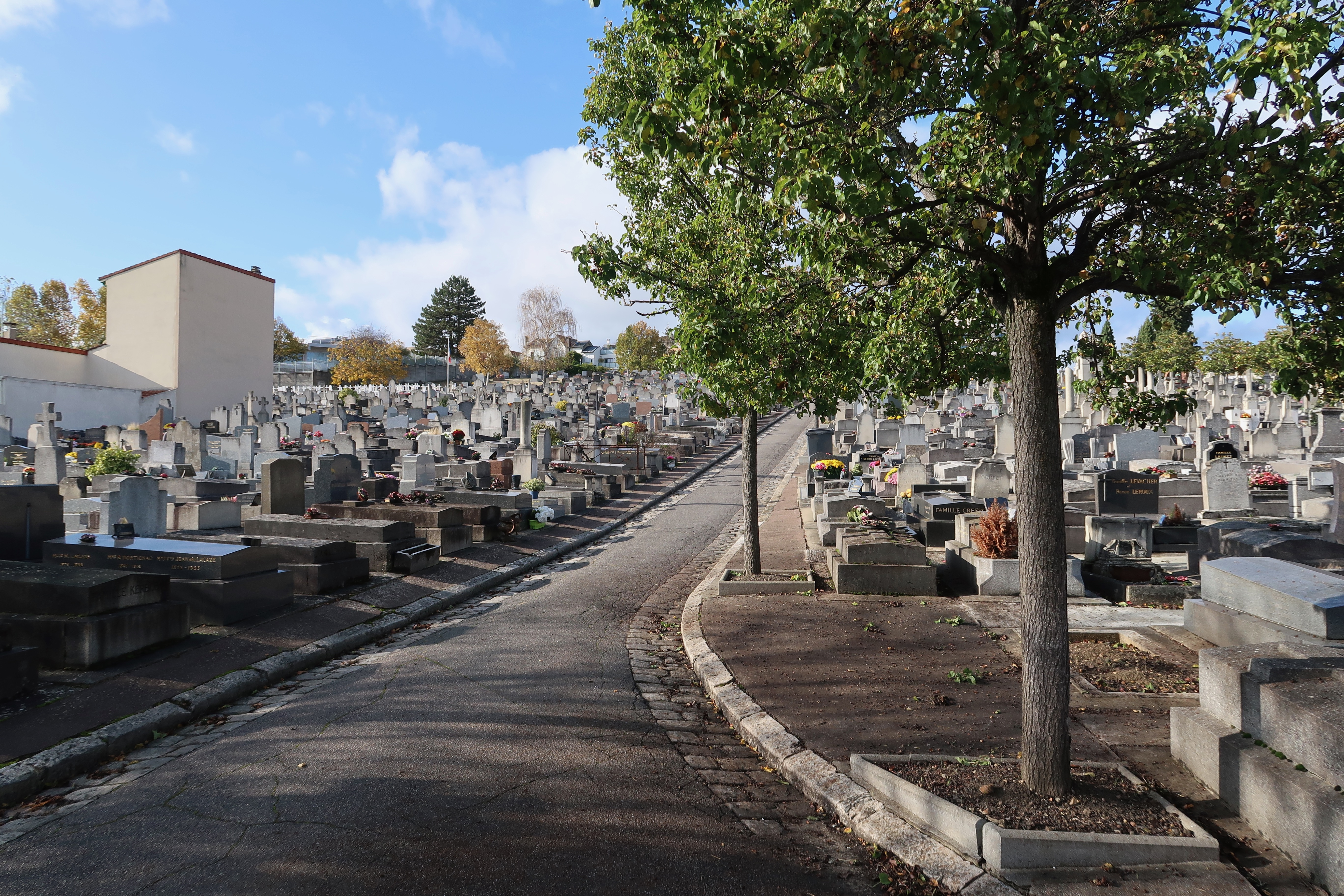
Allée.

## Historique
En 1810 est créé le cimetière Carnot, dans le centre-ville de Suresnes. À la fin du siècle, l'accroissement rapide de la population, en lien avec l'industrialisation et l'urbanisation qui font peu à peu perdre à la commune son caractère rural, conduit la municipalité à envisager la création d'un nouveau cimetière, dans le quartier des Bas-Rogers. La décision est votée en conseil municipal en 1890, l'architecte Girard étant chargé des travaux. Il est baptisé « cimetière des Bas-Rogers » (en lien avec la voie adjacente) et sera plus tard renommé « cimetière Voltaire », en lien avec la rue Voltaire qui la longe, elle-même baptisée en 1898-1899. On distingue aussi les deux espaces en parlant de l'« ancien cimetière » et du « nouveau cimetière » ou du « cimetière nord ». Il ouvre en 1892.
En juillet 1899, un monument est inauguré au centre du cimetière, en mémoire des morts pour la patrie pendant la guerre franco-prussienne de 1870-1871. Lors du conflit, Suresnes avait été le lieu de plusieurs affrontements. Il s'agit d'un obélisque en calcaire blanc reposant sur une base carrée massive ; les noms de plusieurs disparus sont gravés sur l'édifice. Juste derrière, en surplomb, se trouve un monument aux morts de la Première Guerre mondiale figurant dans la pierre des cercueils couverts de draps mortuaires ; sur des bas-reliefs sont gravés les noms des 523 Suresnois morts à cause de cette guerre. L'association Le Souvenir français y intervient.
Le cimetière accueille par ailleurs des carrés militaires des deux conflits mondiaux, ainsi que des morts liés aux guerres en Indochine et en Afrique du Nord, ces derniers espaces étant engazonnés,.

## Description

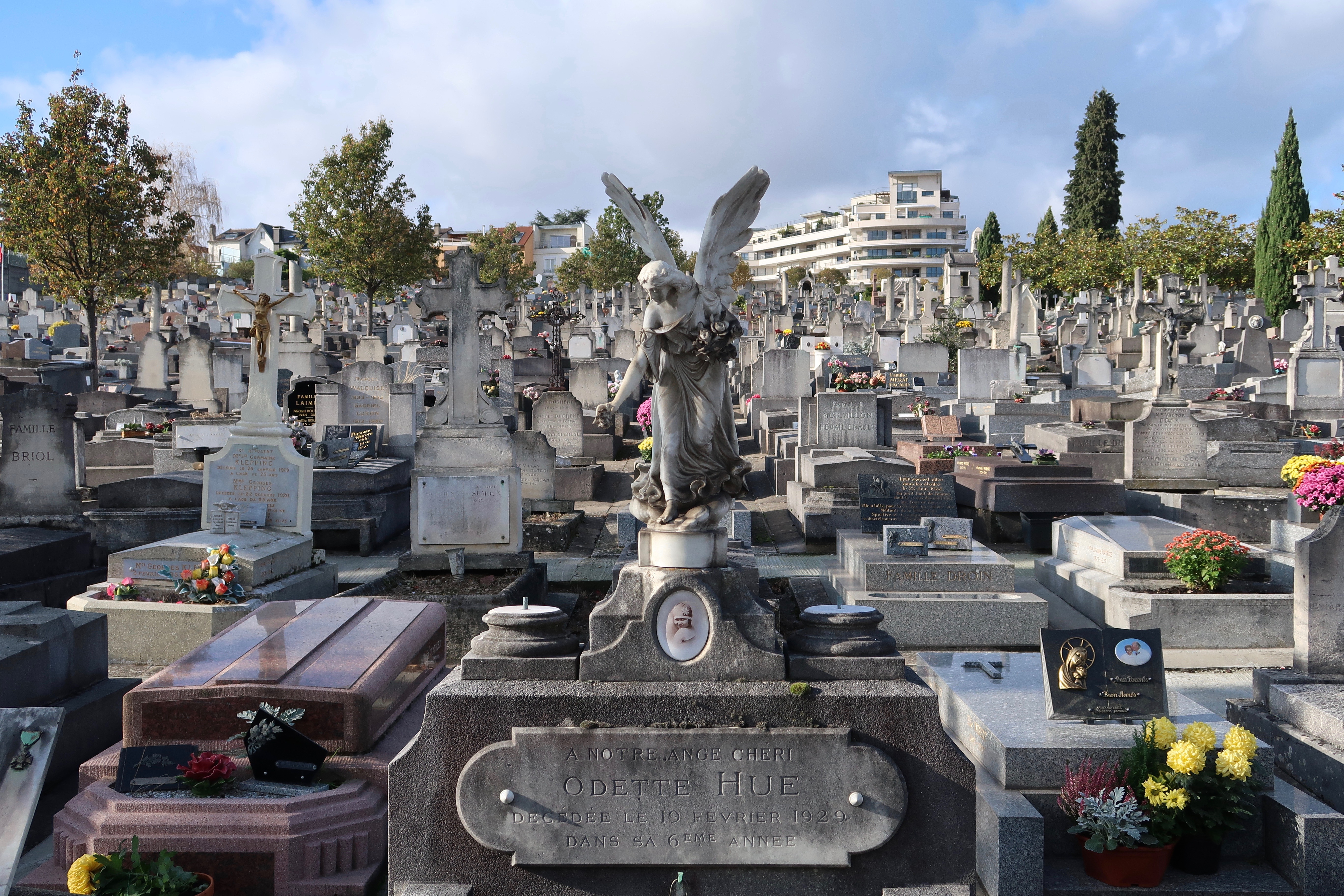
Détail d'une statuette d'ange sur une tombe ancienne.

Les sépultures les plus anciennes (fin du XIXe siècle et début du XXe siècle) sont généralement situées dans la partie basse du cimetière, au nord-est. Ayant été réalisées selon des modèles standardisés, les monuments funéraires du cimetière ont pour l'essentiel « une faible valeur patrimoniale » estime l'Apur, « bien qu'ils témoignent de la production artisanale en série de cette période ». De nombreux monuments sont en grès. Souvent, ils comprennent une cippe, ornée d'une croix ou d'une colonne (volontairement) cassée et sont parfois agrémentés de statuettes d'anges ou d'enfants, composant un « petit patrimoine [d']art décoratif ». Contrairement à d'autres cimetières, les grilles et les fleurs en céramique sont rares au cimetière Voltaire et il n'y a que trois chapelles privées, bien conservées. Mis à part plusieurs monuments en granito, eux fissurés, les sépultures anciennes sont d'ailleurs en général en bon état. Les tombes d'Arthème Genteur, de Prosper Émile Liot, de Fernand Forest et le monument Le Clerc (voir infra) sont les seuls à avoir une « grande valeur patrimoniale » conclut l'Apur.
On accède au monument au morts, depuis le portail de la rue Voltaire, par une allée bordée d'arbres. Au total, seules cinq voies du cimetière sont arborées, ce qui en fait un espace très minéral. L'usage des produits phytosanitaires est réglementé et les déchets sont recyclés. Les allées sont pour la plupart bitumées. Elles sont difficiles d'accès pour les personnes à mobilité réduite du fait de l'inclinaison du sol. Depuis 2021, des aménagements sont menés afin de végétaliser le cimetière.
Le cimetière compte 4 945 emplacements, répartis sur 2,3 ha. Les inhumations y sont peu nombreuses (entre 47 et 71 par an au cours de la décennie 2000) et les reprises d'anciennes concessions sont estimées à 9 par année. Disposant à l'origine de concessions perpétuelles, centenaires, trentenaires et décennales, le régime évolue dans les années 2010, ne proposant plus que des concessions de 30, 10 et 5 ans. Pour les personnes ayant choisi la crémation, il existe un columbarium. Le « carré des anges », destiné aux enfants, est situé au bord de l'enceinte sud. Il n'y a pas de carré confessionnel. Un ossuaire est aménagé près de la maison du gardien. La ville de Suresnes est membre du Syndicat intercommunal funéraire de la région parisienne (SIFUREP).
Une scène de la série Les Faucheurs de marguerites (1974) a été tournée au cimetière Voltaire.

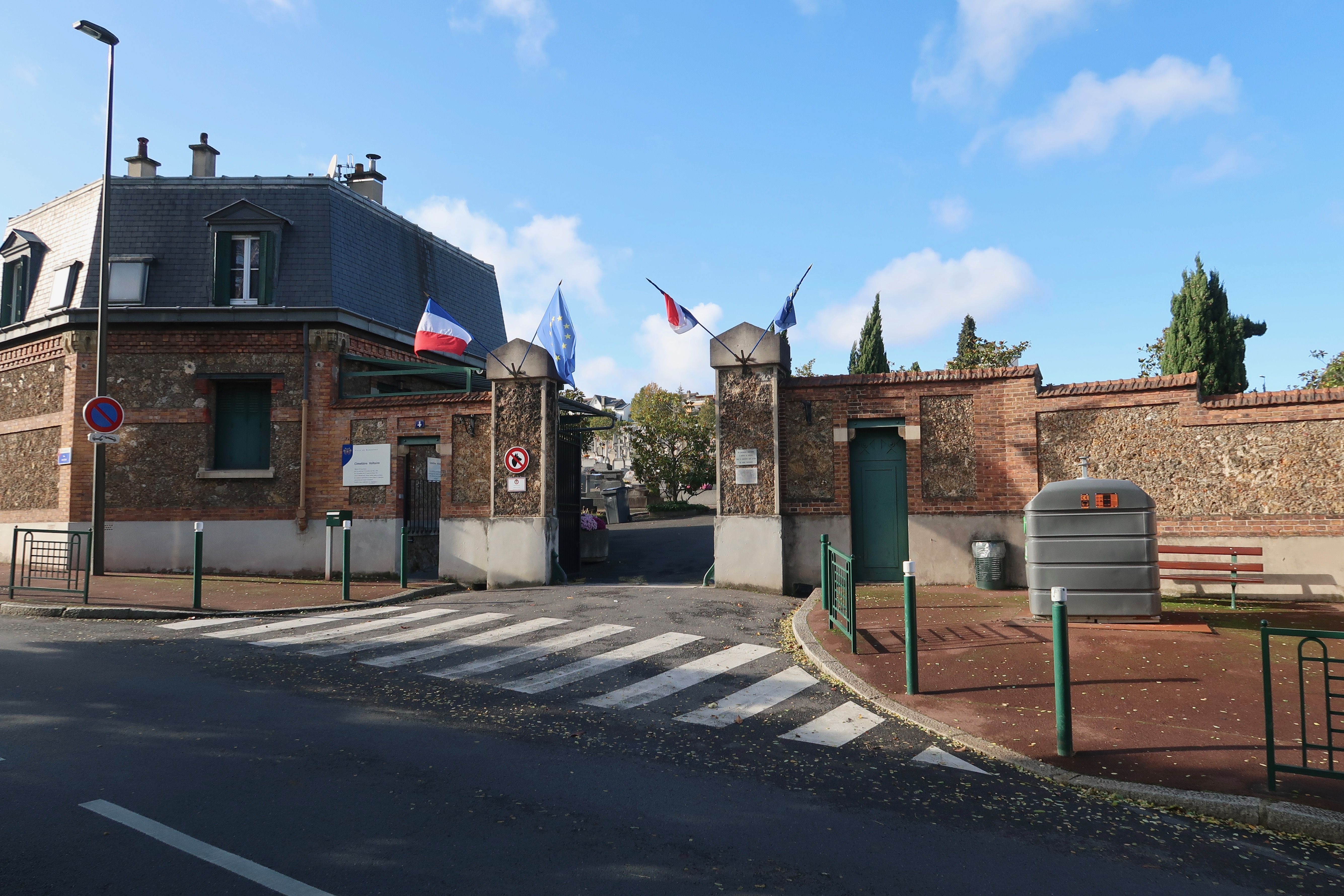
Entrée rue Voltaire, avec à gauche la maison du gardien.
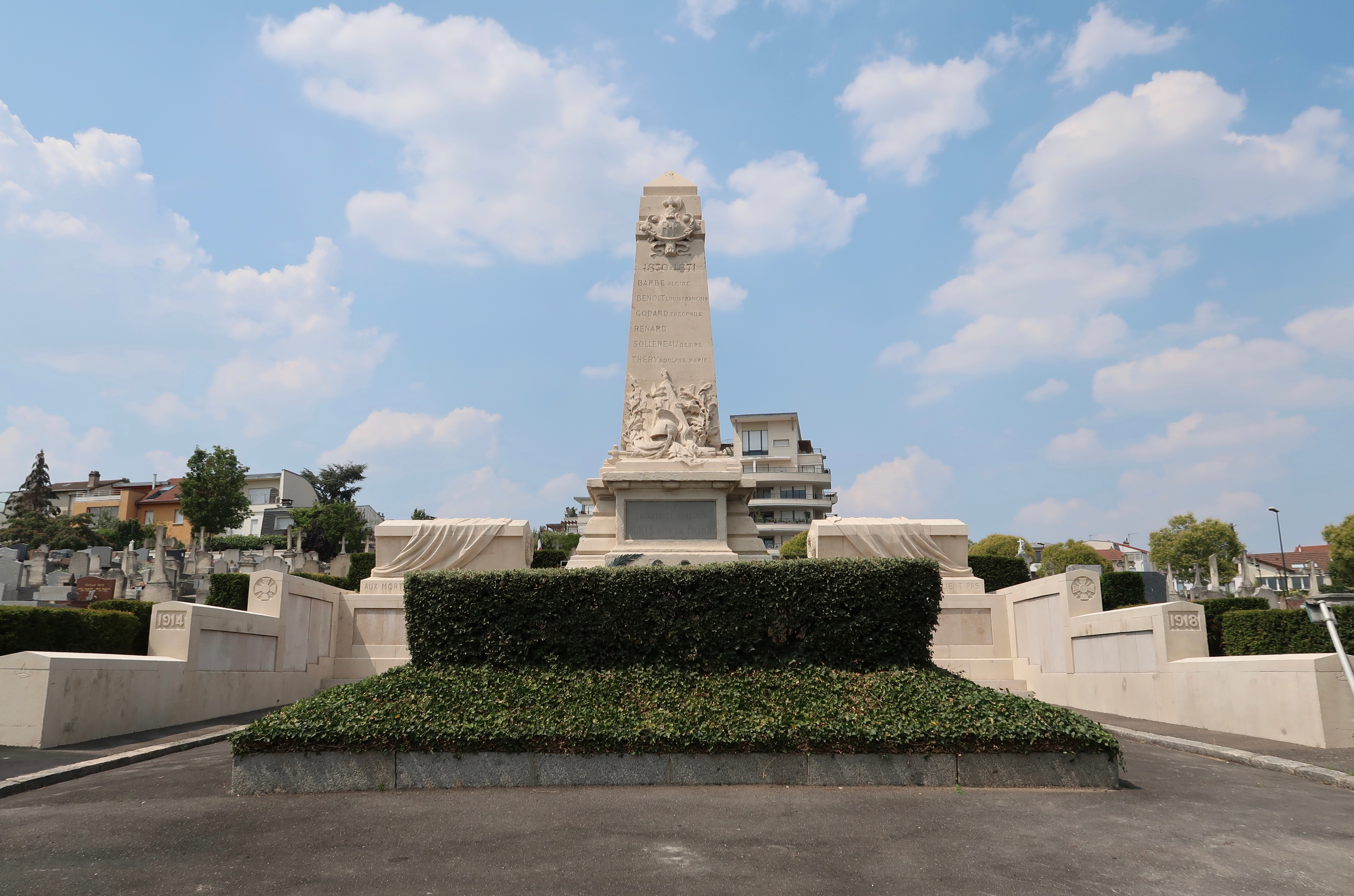
Monument en mémoire des morts de la guerre franco-prussienne.
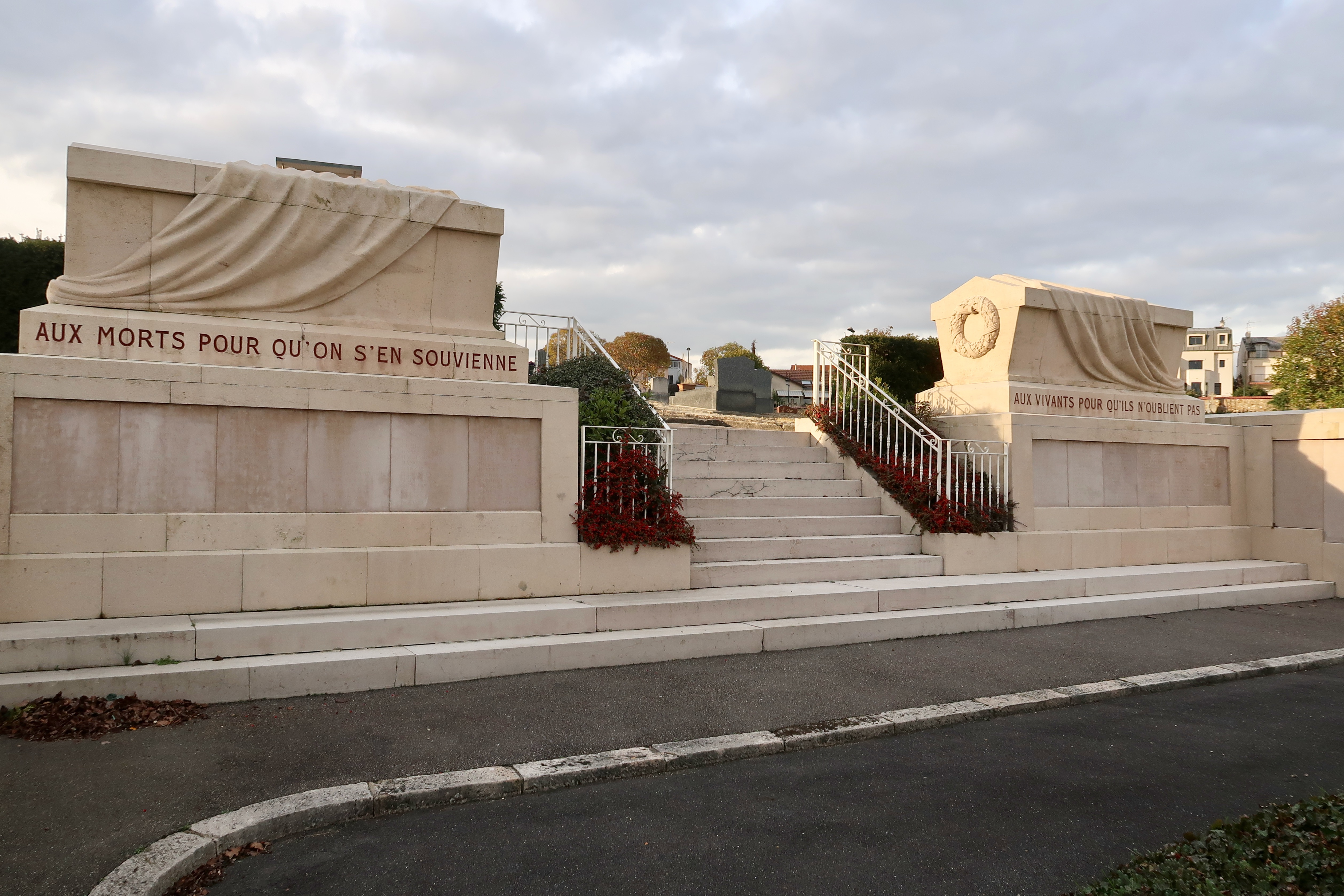
Monument aux morts de la Première Guerre mondiale.
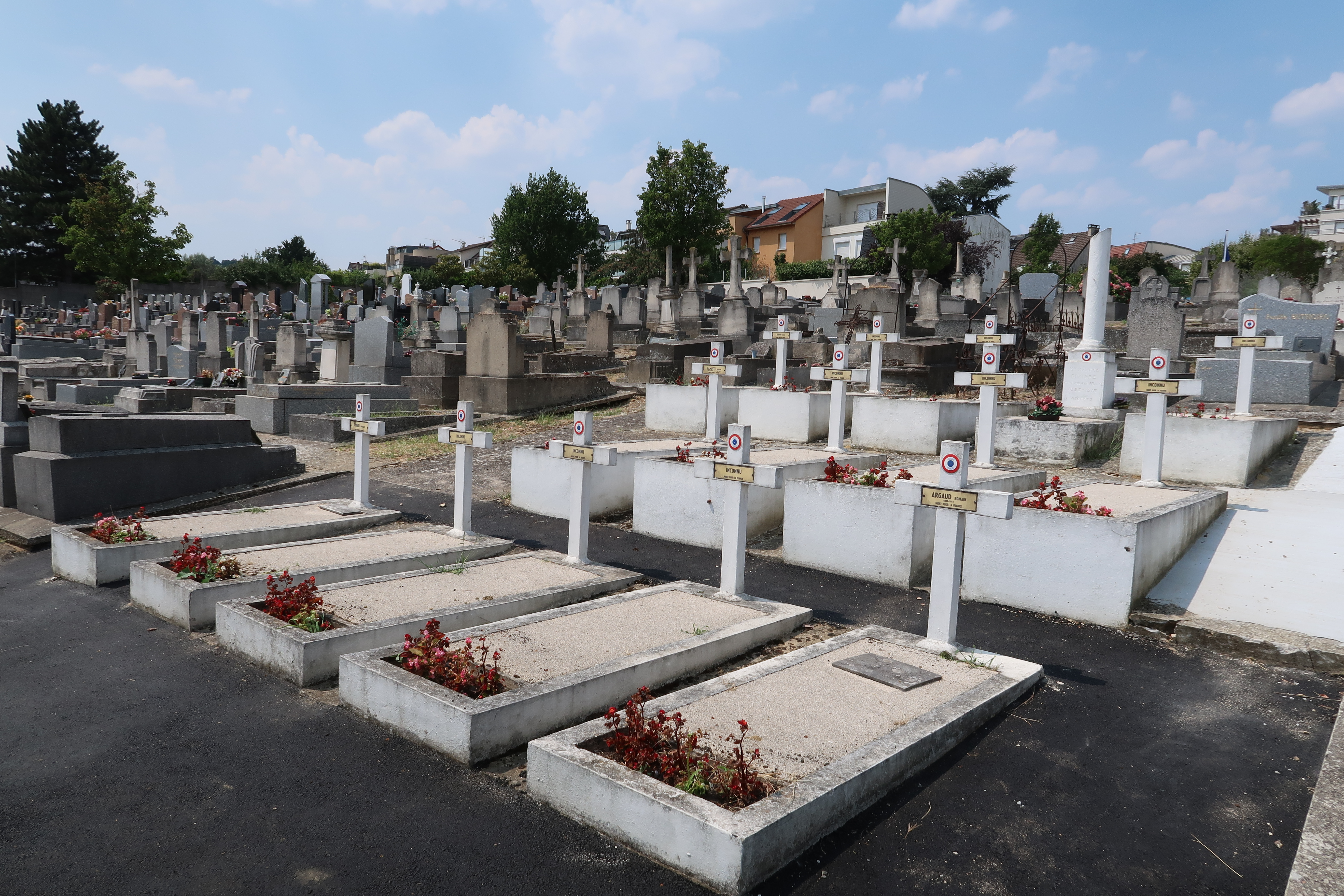
Carré militaire des morts de la Première Guerre mondiale.
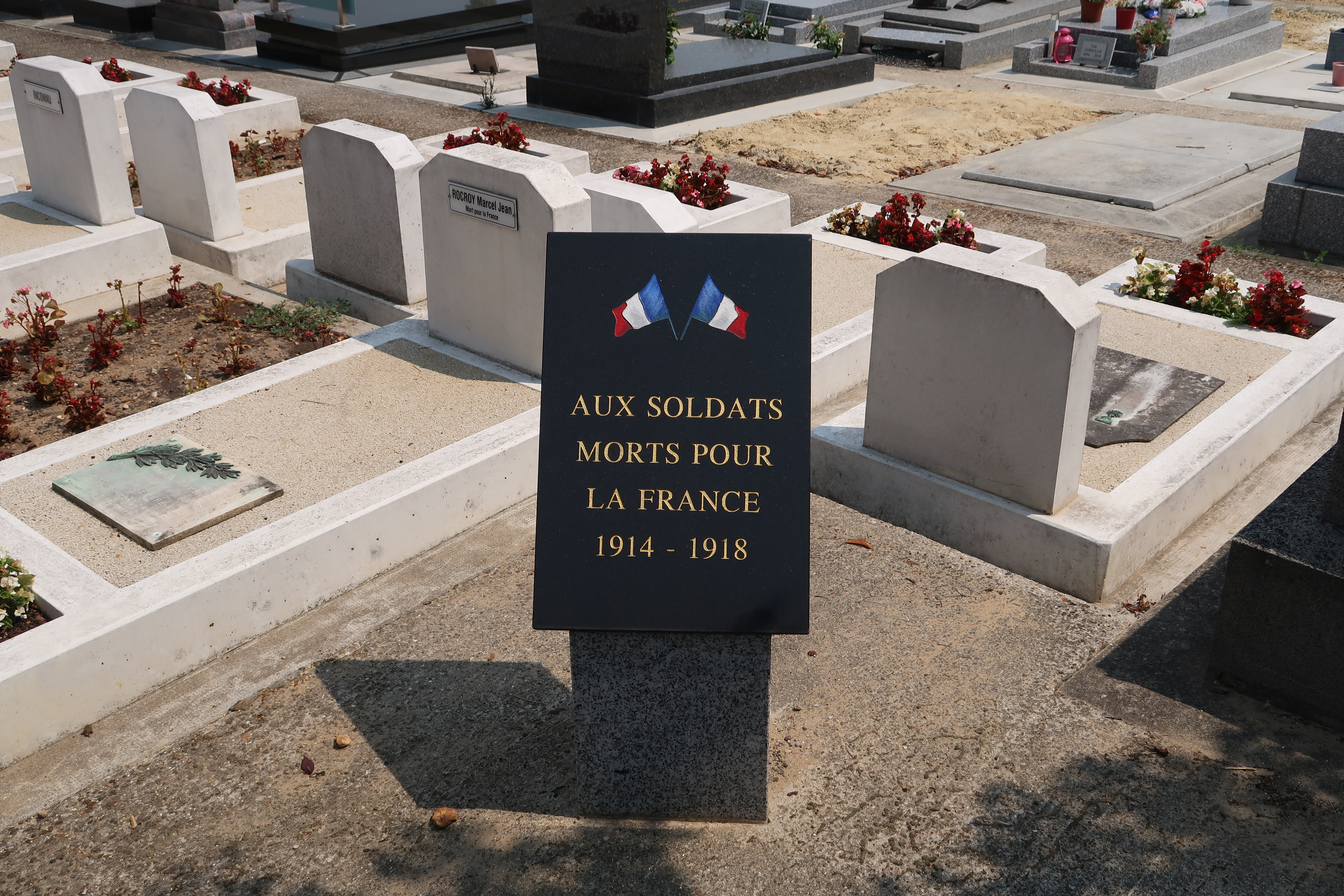
Plaque.
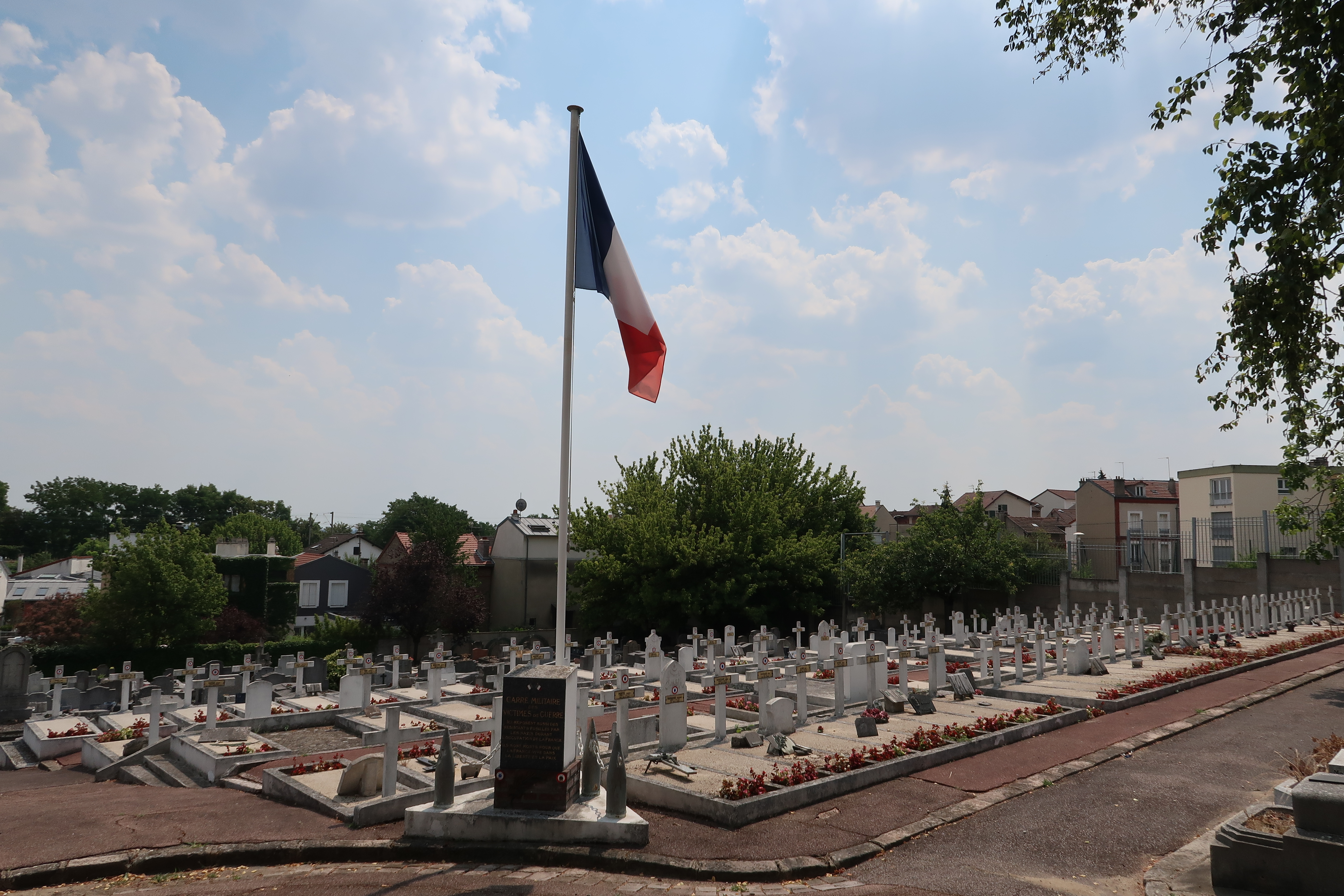
Carré militaire des morts de la Seconde Guerre mondiale.
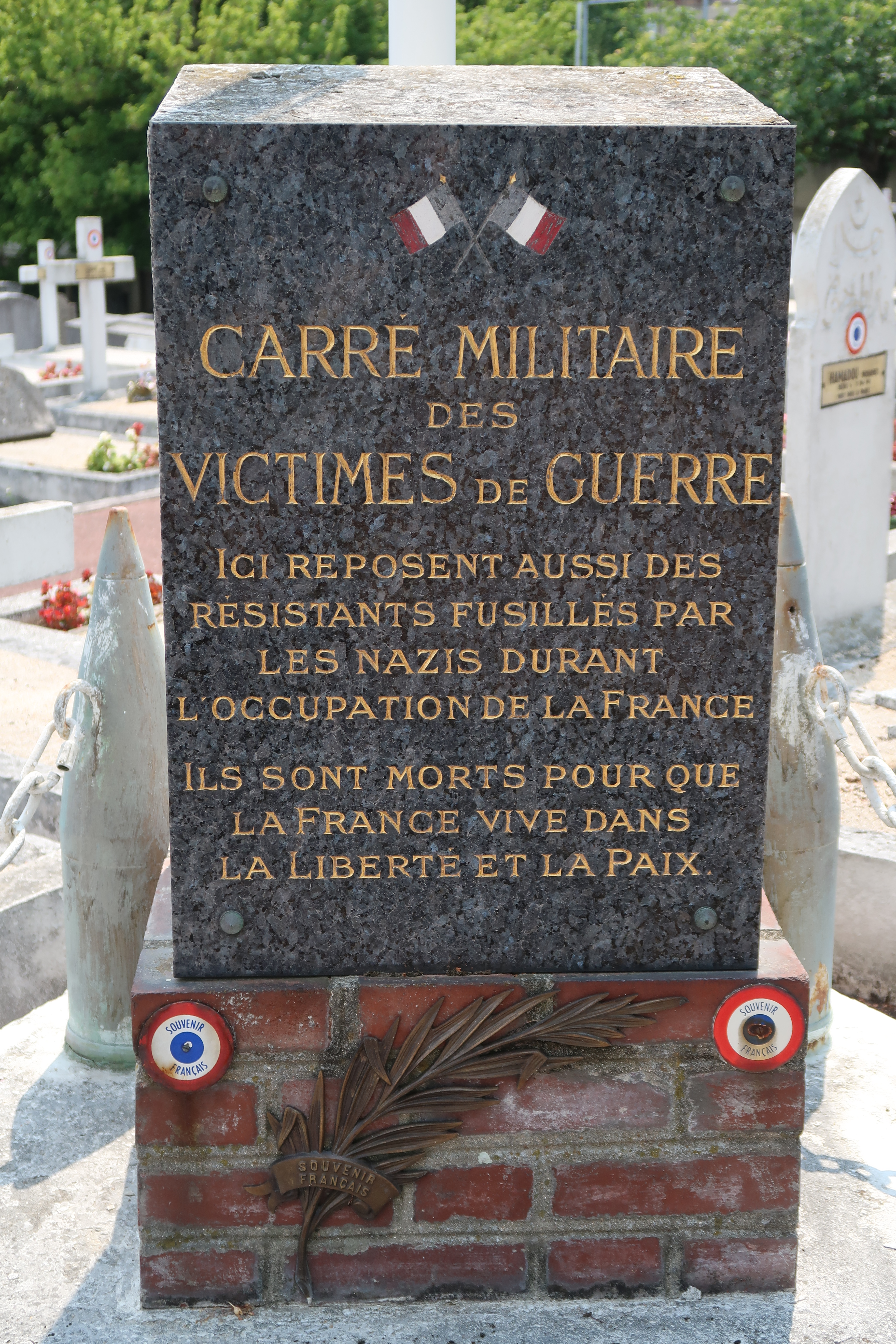
Plaque.

## Personnalités inhumées
Par date de naissance, chronologiquement.
- Prosper Émile Liot (1841-1907), ingénieur. La tombe est ornée d'un buste en bronze réalisé par Charles Filleul[2],[8].
- Fernand Forest (1851-1914), inventeur. Sur la tombe est incrusté un médaillon en bronze réalisé par Coutre et l'inscription suivante : « Inventeur du moteur à explosions »[2],[9],[10],[8],[11].
- Juana Romani (1867-1923), peintre[8]. La croix sur la tombe s'est effondrée. Le socle est orné d'un médaillon.
- Félix Oudart (1881-1956), comédien[8].
- André Herbemont (1893-1966), ingénieur.
- Marcel Herrand (1897-1953), comédien[8].
- Les maires de Suresnes Arthème Gentheur (1852-1913), Victor Diederich (1854-1933 ; tombe ornée d'une croix de Lorraine, région dont il est originaire[12]), André Bertrand, Paul Pagès, Louis Bert, Raymond Cosson et Robert Pontillon (1921-1992). La sépulture Gentheur est réalisée en granito rouge et est ornée d'un buste en bronze sculpté par Auguste Maillard[2],[8].
- Le monument Le Clerc, orné d'une croix massive, illustre le goût pour la fausse rocaille du début du XXe siècle[2].

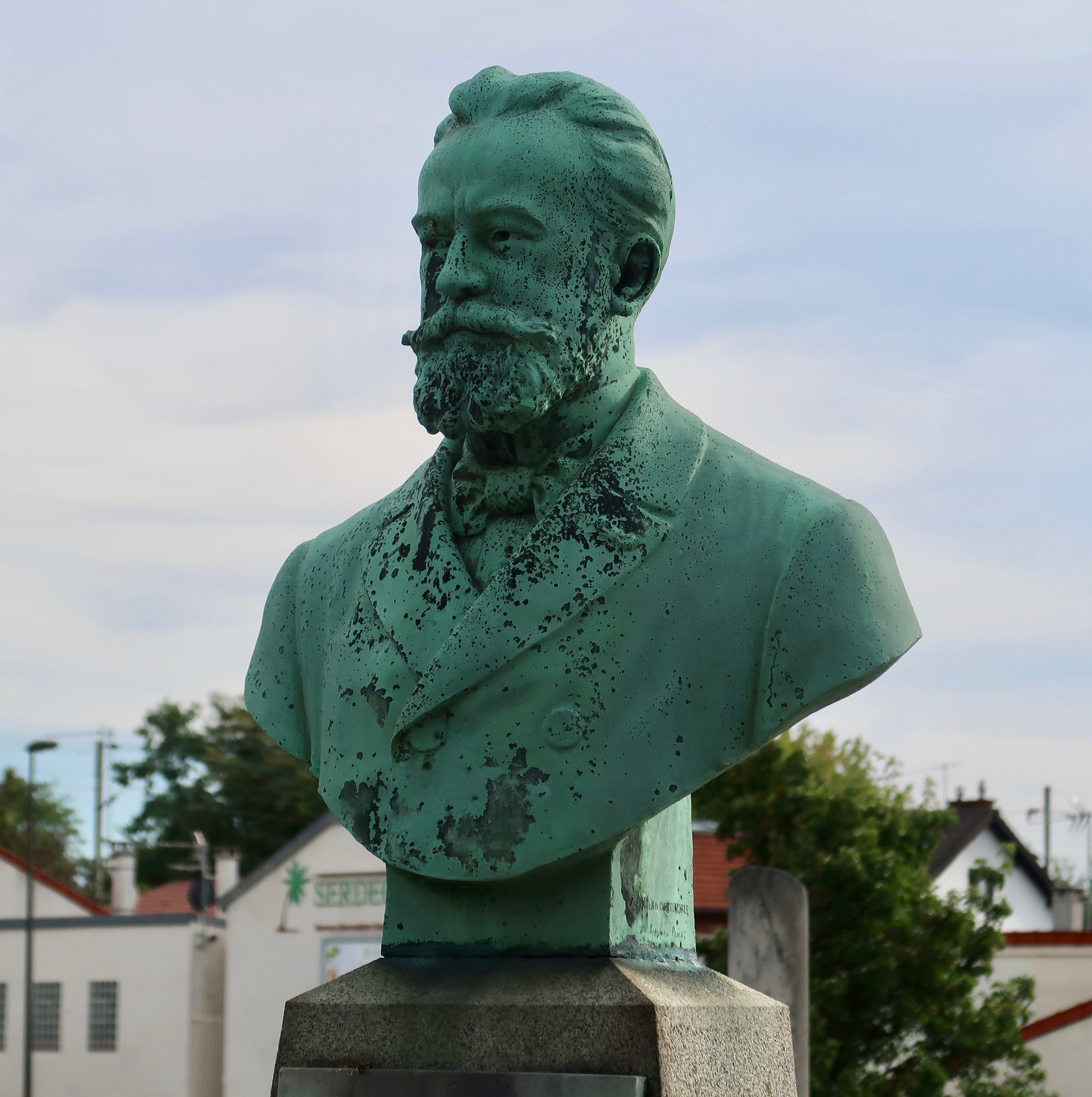
Buste sur la tombe de Prosper Émile Liot.
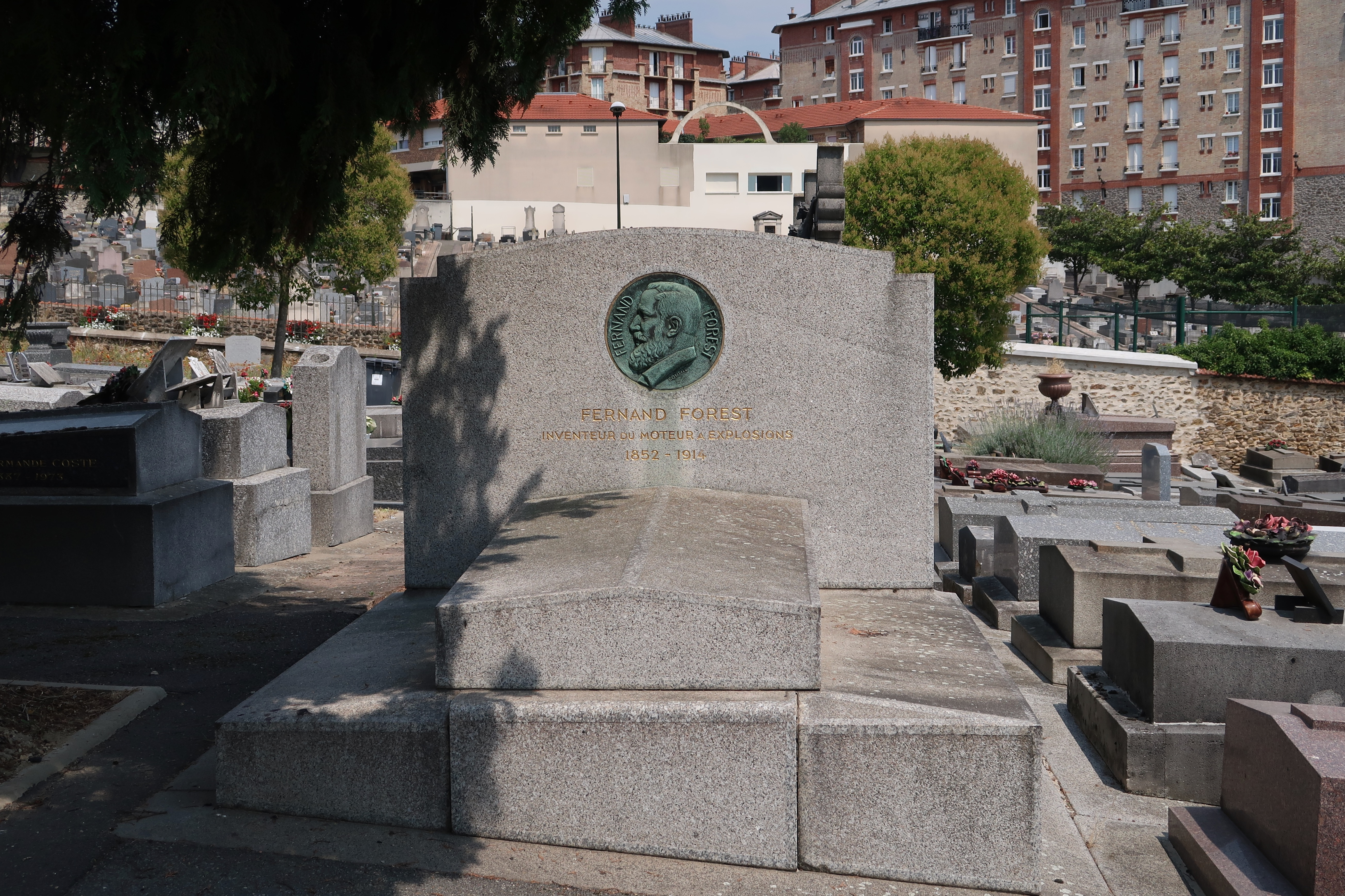
Tombe de Fernand Forest.
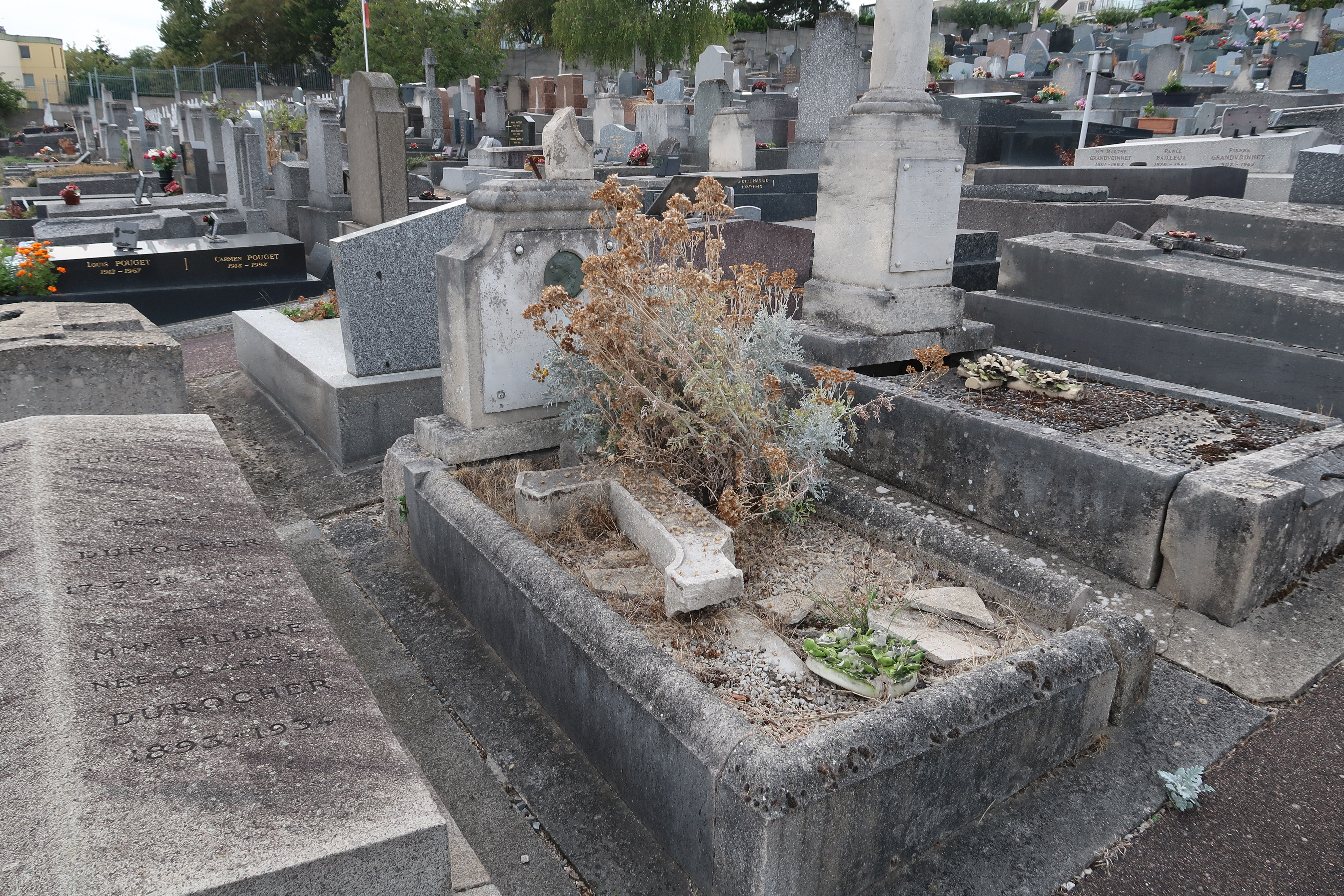
Tombe de Juana Romani.
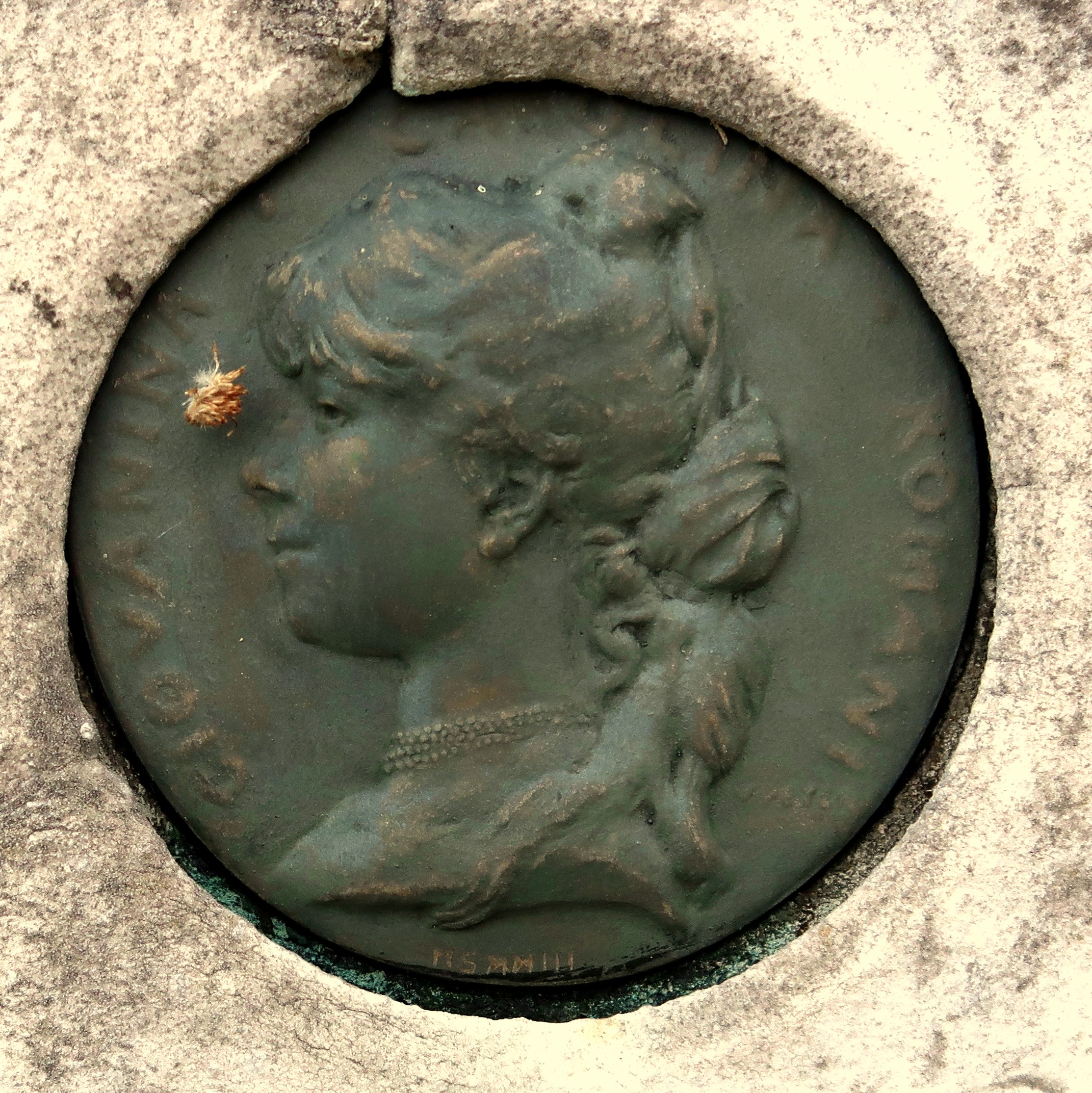
Détail du médaillon.
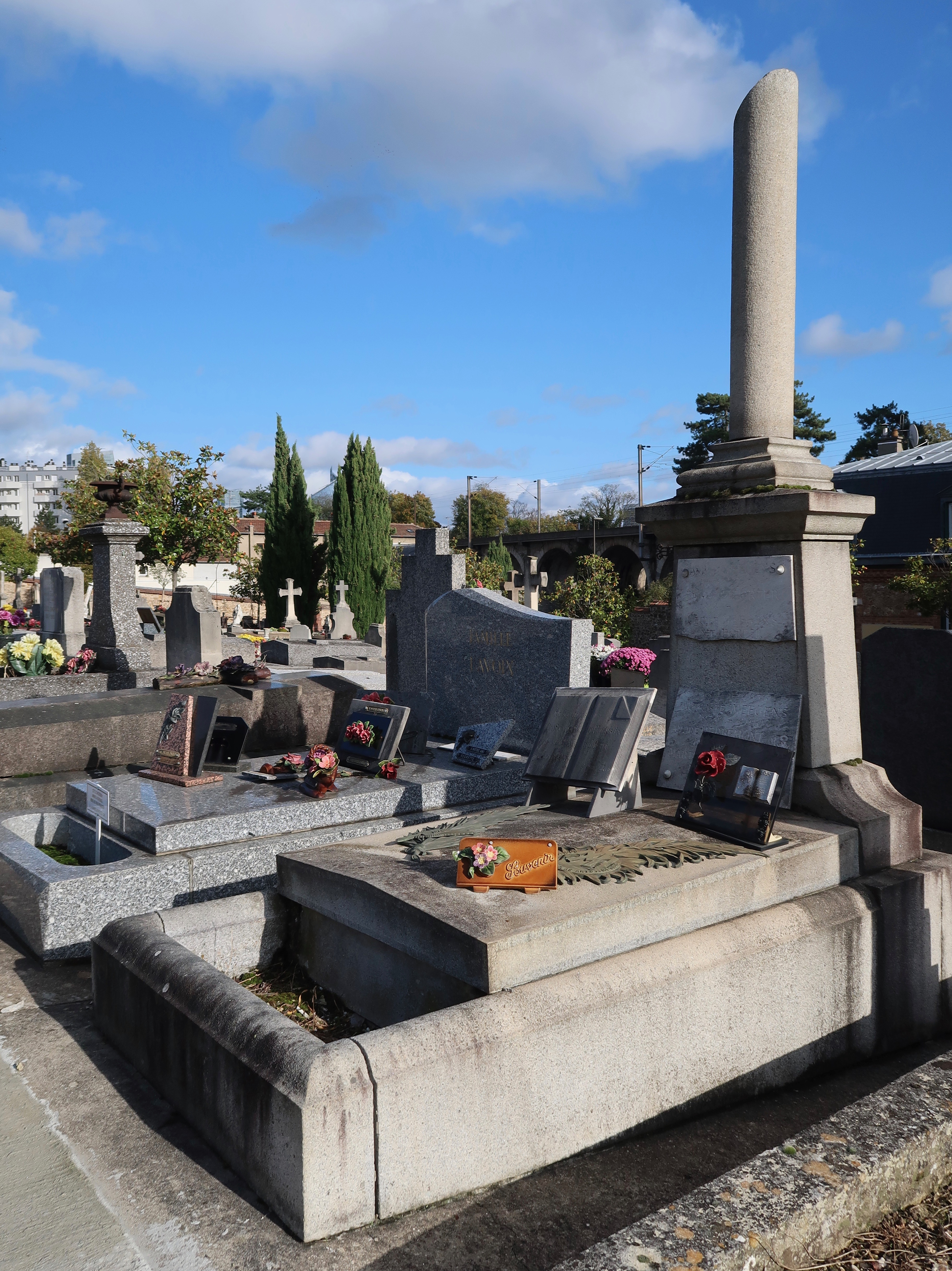
Tombe d'André Herbemont.
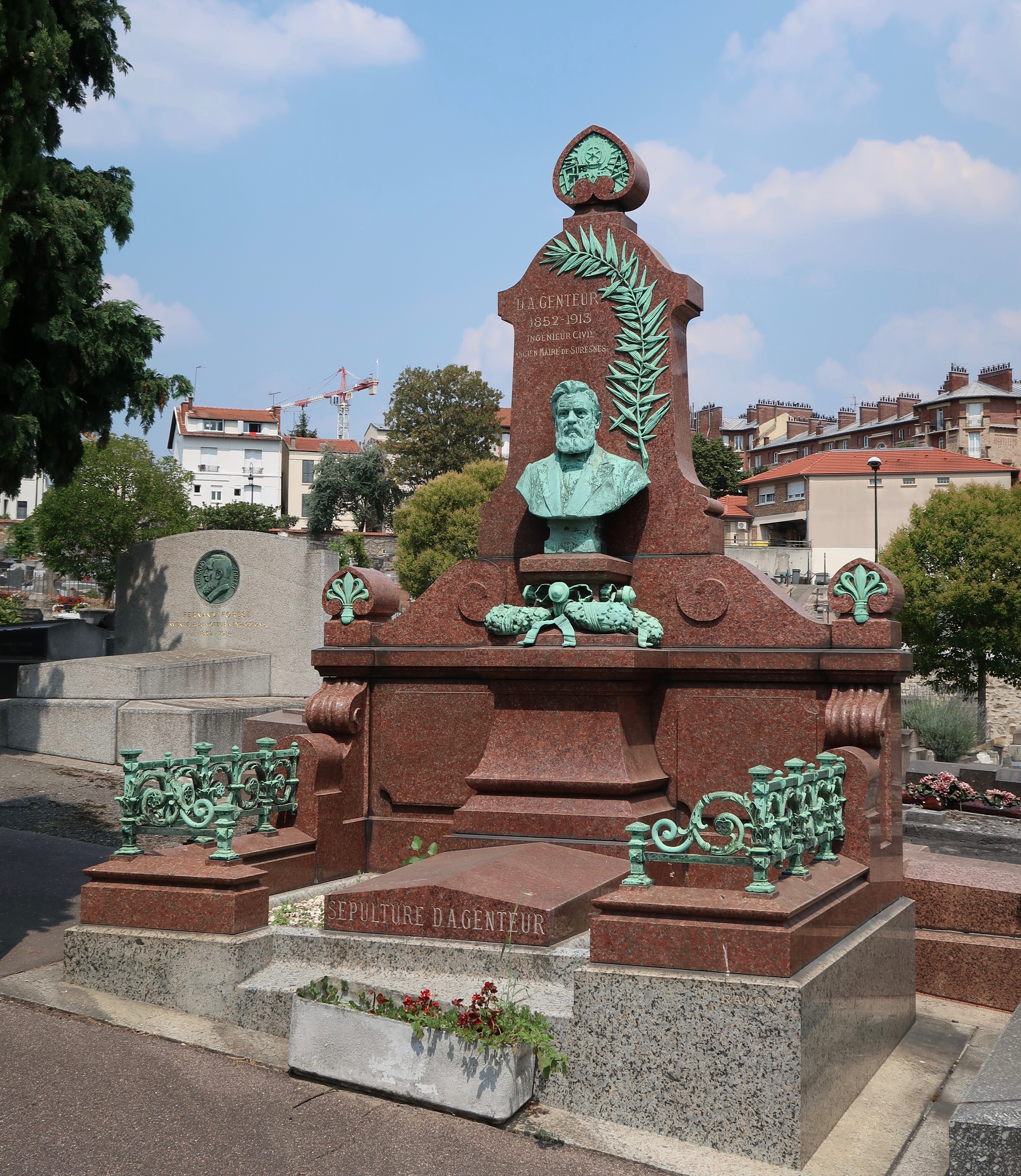
Tombe d'Arthème Gentheur.
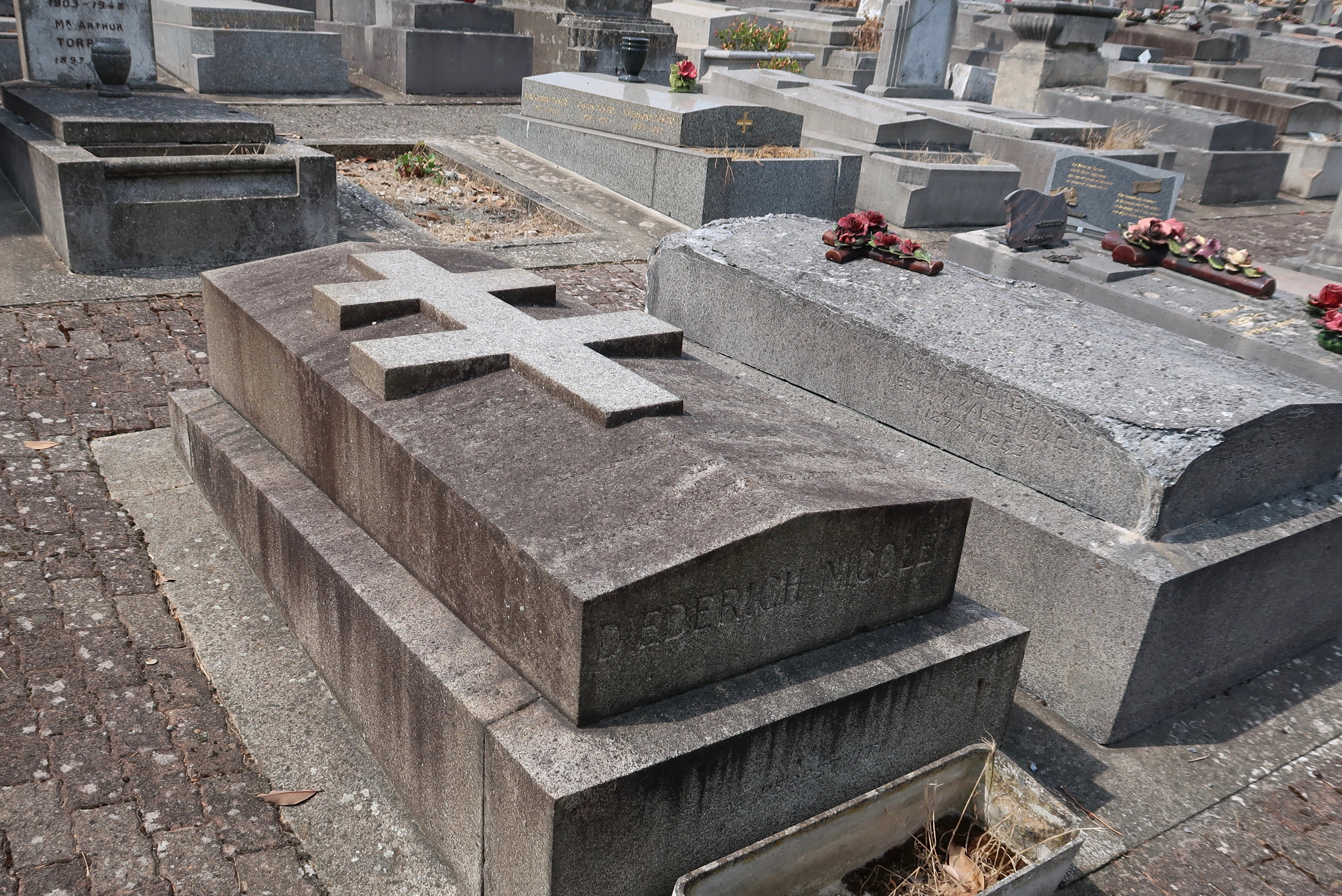
Tombe de Victor Diederich (1905-1919).
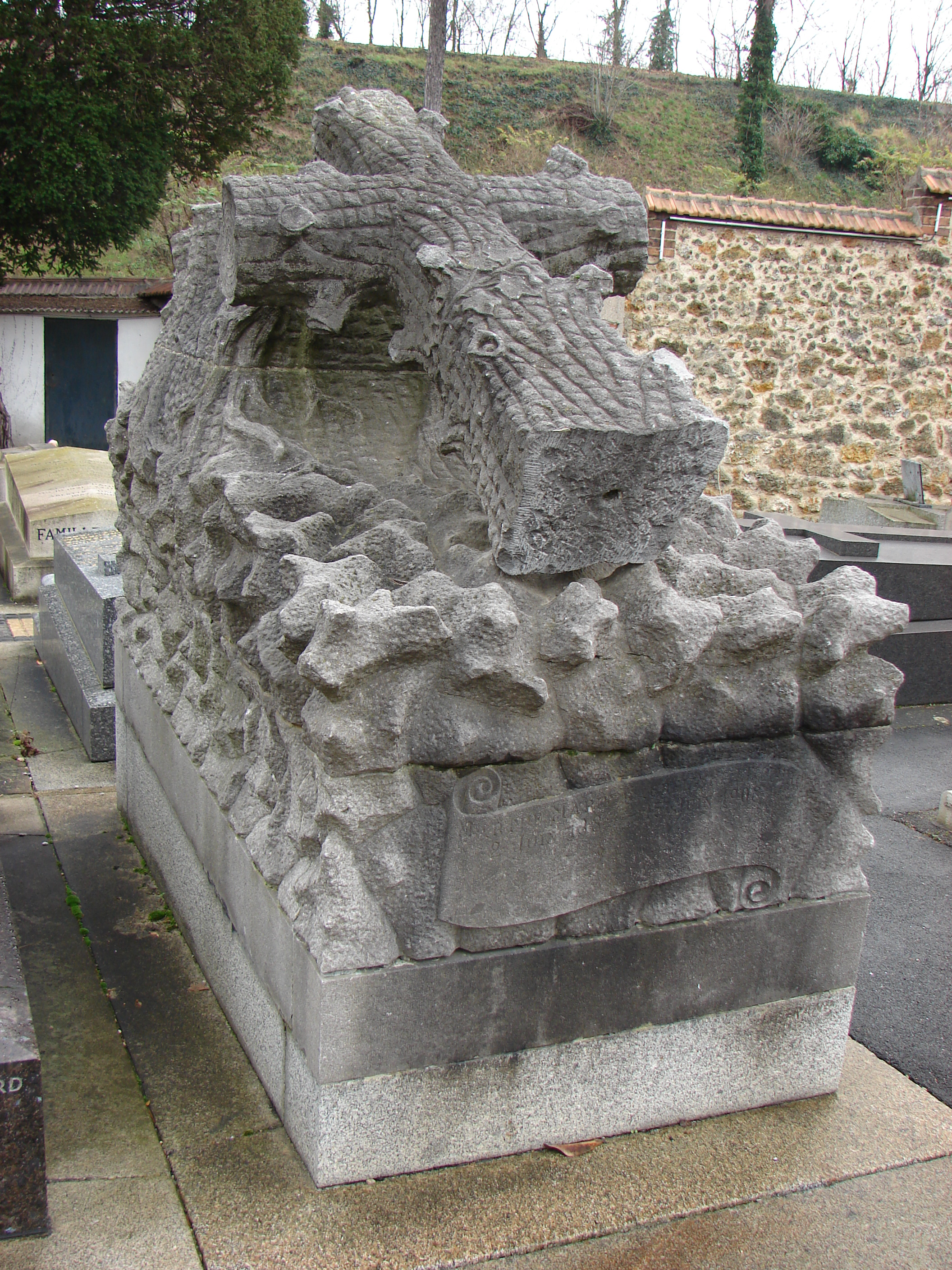
Monument Le Clerc.